# Der Zorn des Gerechten
Der Zorn des Gerechten (Originaltitel: The Last Angry Man) ist ein US-amerikanisches Filmdrama von Daniel Mann mit dem 1930er-Jahre-Leinwandstar Paul Muni in seiner letzten Filmrolle.

## Handlung
Im New Yorker Stadtteil Brooklyn. Der alte Jude Dr. Sam Abelman hat sich einen Namen als selbstloser Allgemeinmediziner und Armenarzt gemacht. Eines Tages erscheint ein Mann vom Fernsehen, ein gewisser Woodrow Wilson Thrasher, und will ihn dazu überreden, in einer Reportage über ihn und seine Arbeit aufzutreten. Doch Thrashers Absichten sind alles andere als ehrenhaft; vielmehr soll Dr. Abelmans ausgezeichneter Leumund dazu benutzt werden, Teil der Werbekampagne für eine Arzneimittelfirma zu werden und damit zugleich Thrashers Karriere einen ordentlichen Schub verabreichen. Nach einigem Zögern und Zweifeln lässt sich der gutmütige Abelman schließlich doch noch zur Teilnahme überreden. Doch die Fernsehausstrahlung findet nicht statt, da Dr. Abelman an das Krankenbett eines Gefängnisinsassen gerufen wird. Noch ehe es zu der Sendung kommen kann, stirbt Dr. Abelman an einem Herzinfarkt. An seiner Seite hat sich lediglich sein alter Freund, der Kollege Dr. Max Vogel, eingefunden.

## Produktionsnotizen
Der Zorn des Gerechten wurde am 22. Oktober 1959 in New York uraufgeführt. Die deutsche Erstaufführung erfolgte am 4. März 1960, die österreichische drei Wochen später.
Die Kostüme entwarf Jean Louis. Richard H. Kline diente Chefkameramann James Wong Howe als einfacher Kameramann. Morris Stoloff dirigierte das Filmorchester.
Der Zorn des Gerechten erhielt zwei Oscar-Nominierungen:
- an Paul Muni als bester Hauptdarsteller
- an Carl Anderson und William Kiernan für die besten Filmbauten.

Die Evangelische Filmgilde kürte den Film 1960 zum Film des Monats März. Außerdem erhielt Muni 1960 den Preis als bester Hauptdarsteller im Filmfestival von Mar del Plata (Argentinien).
1974 entstand eine Neuverfilmung des Films unter ebendiesem Titel für das US-Fernsehen.

## Kritiken
„‚The Last Angry Man‘ ist einfach, sentimental und altmodisch, aber voller Güte und Wohltätigkeit. (…) Lassen Sie uns den Tatsachen ins Auge blicken.: Viel von dem bewegenden Reiz dieses Films kommt von der umsichtigen Darstellung Paul Munis in der Hauptrolle. Mr. Muni ist ein geschickter Oldtimer, der all die kühnen und subtilen Mittel kennt, einen interessanten und robusten Charakter zu glühendem Filmleben zu erwecken. Er weiß, wie man die berührenden Qualitäten von Pathos und Würde in einem alten Mann vereint, den Kopf anzuspannen und über die Brille zu blinzeln mit der einnehmenden Autorität eines Weisen. Er weiß, wie man kleine Phrasen herausmurmelt, die trügerische Gerechtigkeit einem Manne zukommen lassen und dann donnernd die großen, aufrechten Reden folgen zu lassen, die eine Philosophie tragen.“

„Muni ist es wert, den Film gesehen zu haben.“

„Suhlt sich im Selbstvertrauen, ist sentimental und funktioniert sogar.“

Paimann’s Filmlisten resümierte: „Das Porträt eines guten Arztes ohne klinisches Brimborium oder Rührseligkeit. Von Muni erlebt, als Widerpart kaltschnäuziger Geschäftemacher, in der greifbar verdeutlichten Umwelt der Slums. (…) … sehr packend …“

„Der formal bescheidene, darstellerisch aber eindringliche Film folgt mit seiner teilweise aggressiven Sozialkritik einem Roman, den der Sohn des jüdischen Arztes (mit richtigem Namen: Samuel Greenberg) in Erinnerung an seinen Vater schrieb.“